# Festival de Artes de Macau
O Festival de Artes de Macau (em chinês:  澳門藝術節, em inglês:  Macao Arts Festival, FAM) é um evento artístico organizado pelo Instituto Cultural, sendo realizado anualmente na Região Administrativa Especial de Macau da República Popular da China.

## História
A primeira edição do Festival de Artes de Macau teve início em 1988, antes da transferência da soberania de Macau. O evento era organizado pelo Leal Senado e pelo Instituto Cultural e no início da transferência, passou a ser organizado pela Câmara Municipal de Macau Provisória em 2000, e pelo Instituto para os Assuntos Cívicos e Municipais em 2002. Na atualidade, o evento é organizado pelo Instituto Cultural.
Cada edição do festival é realizada no período de um mês, contudo o período é alterado a cada edição. Antes da transferência da soberania de Macau, o evento era realizado normalmente em março, mas após a transferência, o festival passou a ser realizado durante os meses de março e maio.

## Sítios dos espetáculos
- Centro de Atividades Turísticas
- Cinema Alegria
- Largo do Senado
- Teatro Dom Pedro V
- Auditório da Universidade de Macau
- Mercado Municipal do Bairro Iao Hon
- Cineteatro Macau
- Fórum de Macau
- Jardim Comendador Ho Yin
- Largo do Lilau
- Centro Cultural de Macau
- Conservatório de Macau
- Jardim de Lou Lim Ioc
- Igreja de São Domingos
- Largo do São Domingos
- Museu de Arte de Macau
- Ruínas de São Paulo